# اد اوراس
اد اوراس (به انگلیسی: Ed O'Ross) (زاده ۴ ژوئیه ۱۹۴۶) بازیگر آمریکایی است.
از فیلم‌های معروف او می‌توان به بازی در فیلم داغ سرخ، گردن کلفت، پنهان، غلاف تمام فلزی، سرباز جهانی و اکش جکسون اشاره کرد.